# Hotel Lobby
Hotel Lobby (en français, Hall d'hôtel) est une peinture à l'huile sur toile réalisée l'artiste américain Edward Hopper en 1943. Signée à l'ocre jaune au coin gauche  « EDWARD HOPPER », elle est conservée depuis son acquisition au musée d'Art d'Indianapolis issue de la William Ray Adams Memorial Collection. 

## Description
Dans un hall d'hôtel vu en diagonale marqué par une longue bande de tapis vert, un groupe de deux personnes, une femme âgée en robe corail, portant manteau et chapeau noirs, est assise dans un des deux fauteuils placés à gauche et un homme âgé debout, en costume noir et portant drapé sur un bras un pardessus marron, sa seconde main tenant son chapeau, lui fait la conversation. Sur le mur derrière eux un paysage à l'encadrement doré est accroché. Au coin opposé, à droite, une femme  blonde en robe bleu éteint, les jambes croisées gainées de bas couleur chair, feuillette un livre devant le meuble et la banque en bois foncé de la réception. L'éclairage neutre tombe du plafond et marque peu les ombres. Une salle à manger apparaît dans l'obscurité par une porte au fond laissant deviner les nappes blanches des tables. Une seconde porte (tournante)  peut se deviner dans le montant mouluré  du premier plan à gauche.

## Analyse
L'atmosphère est claustrophobe, car cette pièce sans fenêtre ne donne que sur une porte sombre, la seule vue extérieure étant celle d'un paysage peint. Les personnages semblent en transit en dehors de l'action comme souvent dans les œuvres de Hopper « à la fois en voyage et suspendus dans le temps » dans une action qui serait forte (Wim Wenders a écrit : « on a toujours l'impression chez Hopper que quelque chose de terrible vient de se passer ou va se passer »).
le couple semble être celui du peintre et de sa femme Jo, le  manteau de fourrure de la femme ressemble à celui qu'elle portait lors des vernissages et âgé comme eux (Hopper à 61 ans en 1943).